# Peter Eriksson
Peter Eriksson é um político sueco, do Partido Os Verdes, do qual foi porta-voz em 2002-2011, juntamente com Maria Wetterstrand.
Nasceu em 1958 em Tranås, na Suécia.
Foi deputado do Parlamento da Suécia em 1994-1998 e 2002-2014, vereador do Município de Kalix em 1999–2004 e deputado do Parlamento Europeu em 2014-2016.
É Ministro da Cooperação Internacional para o Desenvolvimento desde 2019.
Foi Ministro da Habitação e da Digitalização, no Governo Löfven em 2016-2019.